# Living Dub Vol.2
Living Dub Vol.2 è un album dub di Burning Spear, pubblicato dalla Burning Music Records nel 1982. Si tratta della versione in chiave dub dell'album Hail H.I.M. pubblicato nel 1980.

## Tracce
Lato A
1. Cry Africa (Winston Rodney)
2. Telegram in Dub (Winston Rodney)
3. Teacher (Winston Rodney)
4. Offensive Dub (Winston Rodney)

Lato B
1. Majestic Dub (Winston Rodney)
2. Pirate's Dub (Winston Rodney)
3. Foggy (Winston Rodney)
4. Marcus Dub (Winston Rodney)
5. Jah See (Winston Rodney)

Edizione CD del 1993, pubblicato dalla Heartbeat Records
1. Cry Africa (Cry Blood Africans) – 3:56 (Winston Rodney)
2. Telegram in Dub (African Postman) – 4:10 (Winston Rodney)
3. Teacher (African Teacher) – 4:32 (Winston Rodney)
4. Offensive Dub (Jah a Gub Raid) – 4:54 (Winston Rodney)
5. Majestic Dub (Hail H.I.M.) – 3:56 (Winston Rodney)
6. Pirate's Dub (Columbus) – 3:28 (Winston Rodney)
7. Foggy (Road Foggy) – 3:47 (Winston Rodney)
8. Marcus Dub (Follow Marcus Garvey) – 3:40 (Winston Rodney)
9. World Dub (Bad to Worst) – 3:40 (Winston Rodney)
10. Over All Dub (Civilized Reggae) – 3:34 (Winston Rodney)

## Musicisti
- Winston Rodney - voce, percussioni, congas, arrangiamenti
- Junior Marvin - chitarra
- Earl Wire Lindo - tastiere
- Tyrone Downie - tastiere
- Bobby Ellis - tromba
- Egbert Evans - sassofono
- Herman Marquis - sassofono
- Aston Barrett - basso, percussioni
- Nelson Miller - batteria
- Errol Brown - ingegnere del suono, remixaggio
- Dennis Thompson - ingegnere del suono, remixaggio